# حويت (جحانة)

تعديل مصدري - تعديل

حويت هي إحدى قرى عزلة اليمانية السفلى بمديرية جحانة التابعة لمحافظة صنعاء، بلغ تعداد سكانها 266 نسمة حسب تعداد اليمن لعام 2004.